# Durajsijja
Durajsijja (arab. دريسية) – wieś w Syrii, w muhafazie Aleppo, w dystrykcie Manbidż. W 2004 roku liczyła 304 mieszkańców.